# Vigliaccheria (film)
Vigliaccheria (Whom the Gods Destroy) è un film del 1934 diretto da Walter Lang.

## Trama
Jack Forrester fa un viaggio di mare, ma la nave affonda durante una feroce tempesta. Quando il capitano ordina il salvataggio di sole donne e bambini, Jack decide di travestirsi da donna per salvarsi la vita. Una volta giunto in salvo sulle coste di Terranova verrà costantemente deriso per il suo gesto. Jack non trova pace, e decide di tornare nel suo Paese nascondendo la sua identità.